# Hrabstwo Antrim (Michigan)
Antrim – hrabstwo w USA, w stanie Michigan, na wybrzeżu jeziora Michigan, na Półwyspie Dolnym. Siedzibą hrabstwa jest Bellaire. Hrabstwo utworzono w 1840 r. poprzez wydzielenie terytorium z hrabstwa Mackinac. Nazwę hrabstwa zaczerpnięto z nazwy hrabstwa Antrim w Irlandii Północnej. Klimat Antrim w klasyfikacji klimatów Köppena należy do klimatów kontynentalnych z ciepłym latem (Dfb)

## Wsie
- Bellaire
- Central Lake
- Elk Rapids
- Ellsworth
- Mancelona

## CDP
- Alba
- Alden
- Eastport
- Lakes of the North

## Hrabstwo Antrim graniczy z następującymi hrabstwami
- północ – hrabstwo Charlevoix
- wschód – hrabstwo Otsego
- południe – hrabstwo Kalkaska
- południowy zachód – hrabstwo Grand Traverse
- zachód – hrabstwo Leelanau